# Chiesa greco-ortodossa di Antiochia

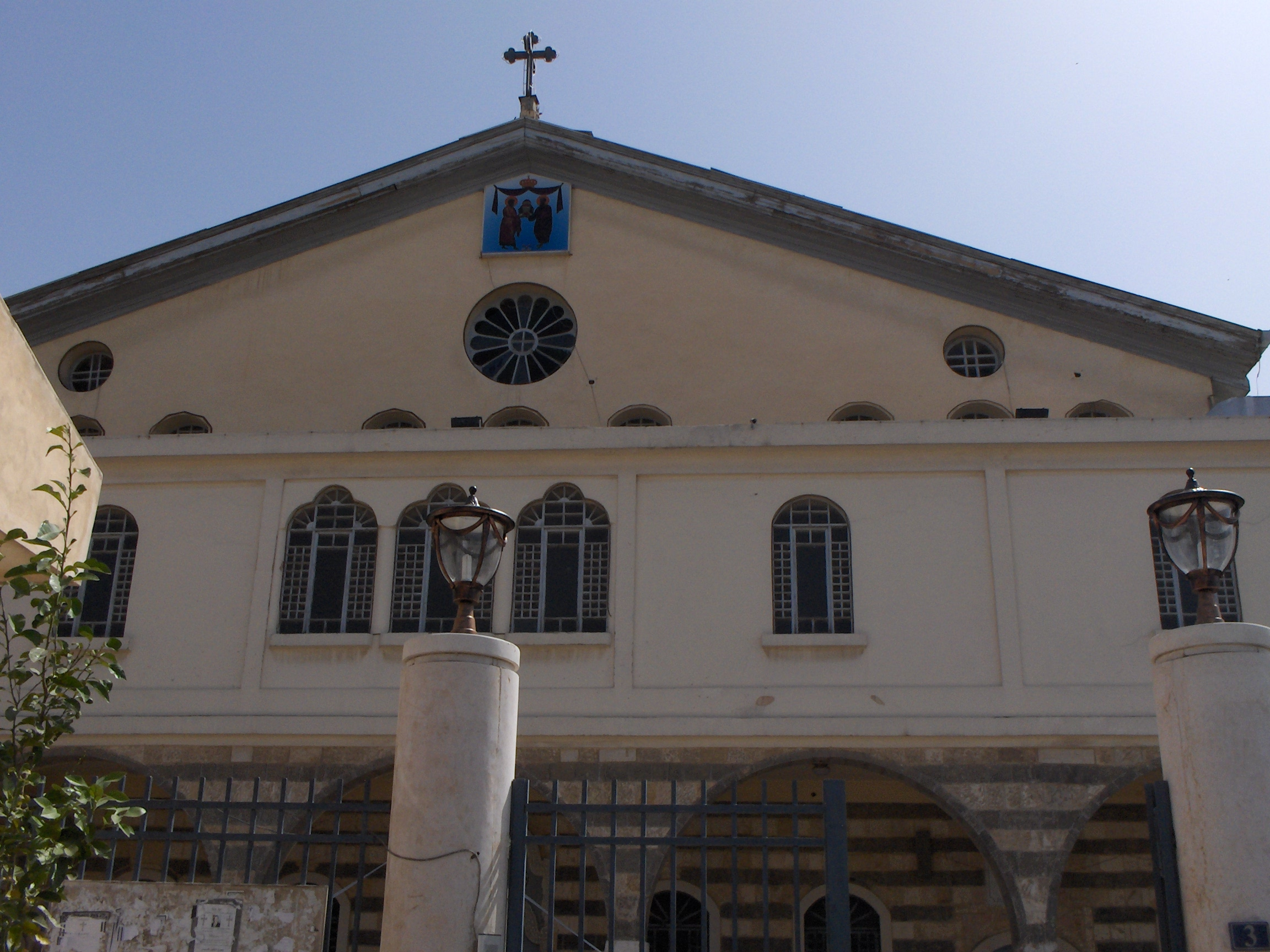
La cattedrale Mariamita di Damasco

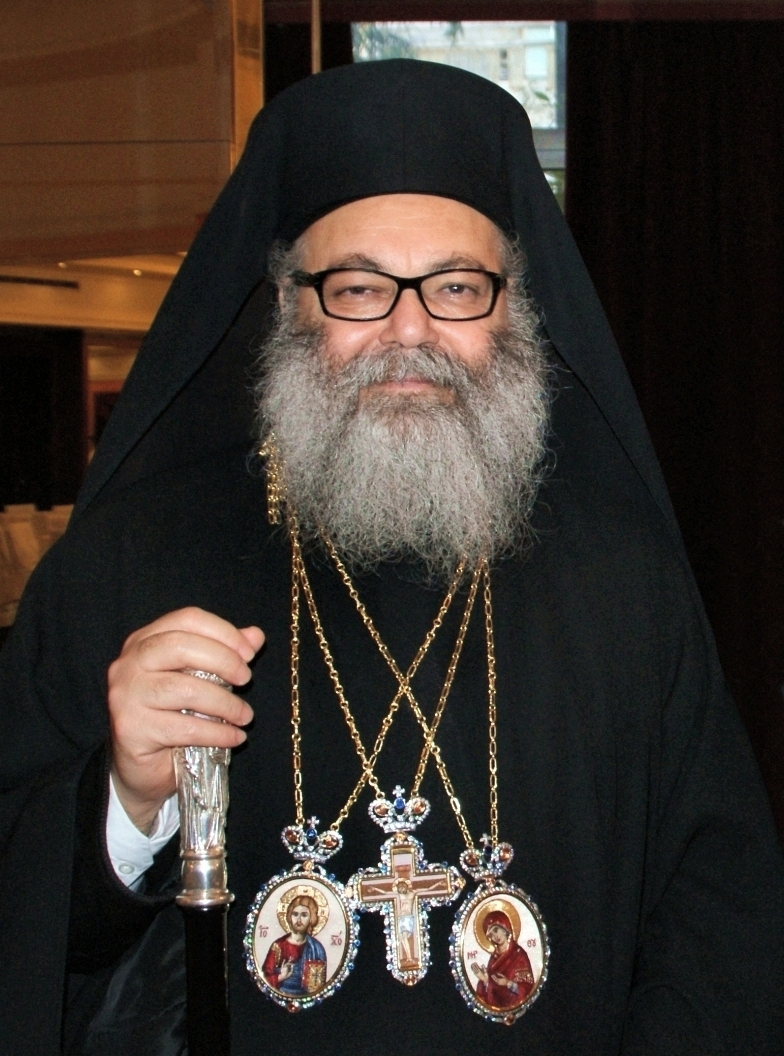
Giovanni X Yazigi

La Chiesa greco-ortodossa di Antiochia, nota anche come Patriarcato greco-ortodosso di Antiochia e di tutto l'Oriente (in arabo بطريركيّة أنطاكية وسائر المشرق للروم الأرثوذكس‎?, Baṭriyarkiyyat ʾAnṭākiya wa-Sāʾir al-Mašriq li-r-Rūm al-ʾUrṯūḏuks), è una chiesa greco-ortodossa autocefala con base in Medio Oriente. Occupa il terzo posto nel dittico delle chiese greco-ortodosse. Fondata ad Antiochia dagli apostoli Pietro e Paolo, è una delle cinque sedi apostoliche (Pentarchia) che componevano la "Chiesa Una Santa Cattolica e Apostolica" prima del Grande Scisma. Con base a Damasco, la chiesa è diffusa tra gli arabi cristiani in Siria, Libano e nel distretto di Hatay in Turchia, oltreché tra le comunità espatriate in America, paesi arabi del golfo e Oceania. La chiesa si distingue per la forte identità araba.
Dal dicembre 2012 è retta dal Patriarca Giovanni X Yazigi e attualmente conta circa 4 milioni di fedeli.

## Storia
Nel 1342 la chiesa trasferì la propria sede da Antiochia a Damasco, presso la cattedrale Mariamita. A partire dal XVII secolo la chiesa si arabizzò, abbandonando la liturgia in lingua greca in favore di quella in lingua araba. Nel 1724 la chiesa affrontò la scissione della Chiesa greco-cattolica melchita. Nel XIX secolo cercò la protezione da parte dell'Impero russo. Dal 1899 tutti i patriarchi sono stati arabi. Gran parte dei membri della chiesa sposarono a partire dal XX secolo il nazionalismo arabo, in particolare il ba'thismo. Durante la guerra civile siriana la comunità si schierò per la maggior parte con il regime di Bashar al-Assad.

## Primato tra le chiese di Antiochia
La Chiesa greco-ortodossa di Antiochia e la Chiesa ortodossa siriaca si contendono il titolo di legittima erede della comunità cristiana fondata dai due apostoli di Gesù. Le cause di tale controversia sono lontane nel tempo. Fino al Concilio di Calcedonia (451) la chiesa di Antiochia era unita. Da quel concilio nacquero delle controversie cristologiche che la divisero. Dopo la scissione, coloro che aderirono al monofisismo mantennero il loro rito siriaco e fondarono la Chiesa ortodossa siriaca. I siriaci che rimasero fedeli al Concilio di Calcedonia e all'imperatore bizantino adottarono il rito bizantino, che la Chiesa greco-ortodossa di Antiochia utilizza tutt'oggi per la Divina Liturgia.
Anche la Chiesa cattolica sira, la Chiesa maronita, e la Chiesa cattolica greco-melchita rivendicano il possesso del patriarcato; tuttavia si riconoscono mutuamente come detentrici di autentici patriarcati, dato che sono in piena comunione con la Chiesa cattolica. La Santa Sede reclamò il patriarcato e nominò patriarchi titolari di rito latino per diversi secoli, finché l'incarico fu lasciato perpetuamente vacante nel 1964.
Nella Bibbia, Atti 11,19-26 dice che la comunità cristiana ad Antiochia ebbe inizio quando (a) cristiani fuggiti dalla Giudea a causa della persecuzione ripararono ad Antiochia e (b) cristiani di Cipro e Cirene si trasferirono ad Antiochia e iniziarono a predicare anche ai greci:
Il seggio del patriarcato fu inizialmente Antiochia, nell'odierna Turchia. Tuttavia, nel XV secolo, fu trasferito nella "Strada detta Diritta" di Damasco, nell'attuale Siria, in risposta all'invasione ottomana di Antiochia. Il suo territorio tradizionalmente include Siria, Libano, Iran, Iraq, Kuwait e parti della Turchia.
La comunità nordamericana è autonoma, benché il Santo Sinodo di Antiochia nomini ancora il suo vescovo, scelto all'interno di una lista di tre candidati nominati nell'arcidiocesi. La diocesi australiana è la più ampia in termini di superficie.
Sua Beatitudine il Patriarca Ignazio IV ha fondato nel 1988 in Libano l'Università di Balamand, che comprende la Facoltà di Teologia "San Giovanni Damasceno".

## Organizzazione ecclesiastica
La Chiesa greco-ortodossa di Antiochia è organizzata nelle seguenti arcidiocesi:

### Nel territorio patriarcale
- Arcidiocesi di Damasco
- Arcidiocesi di Beirut

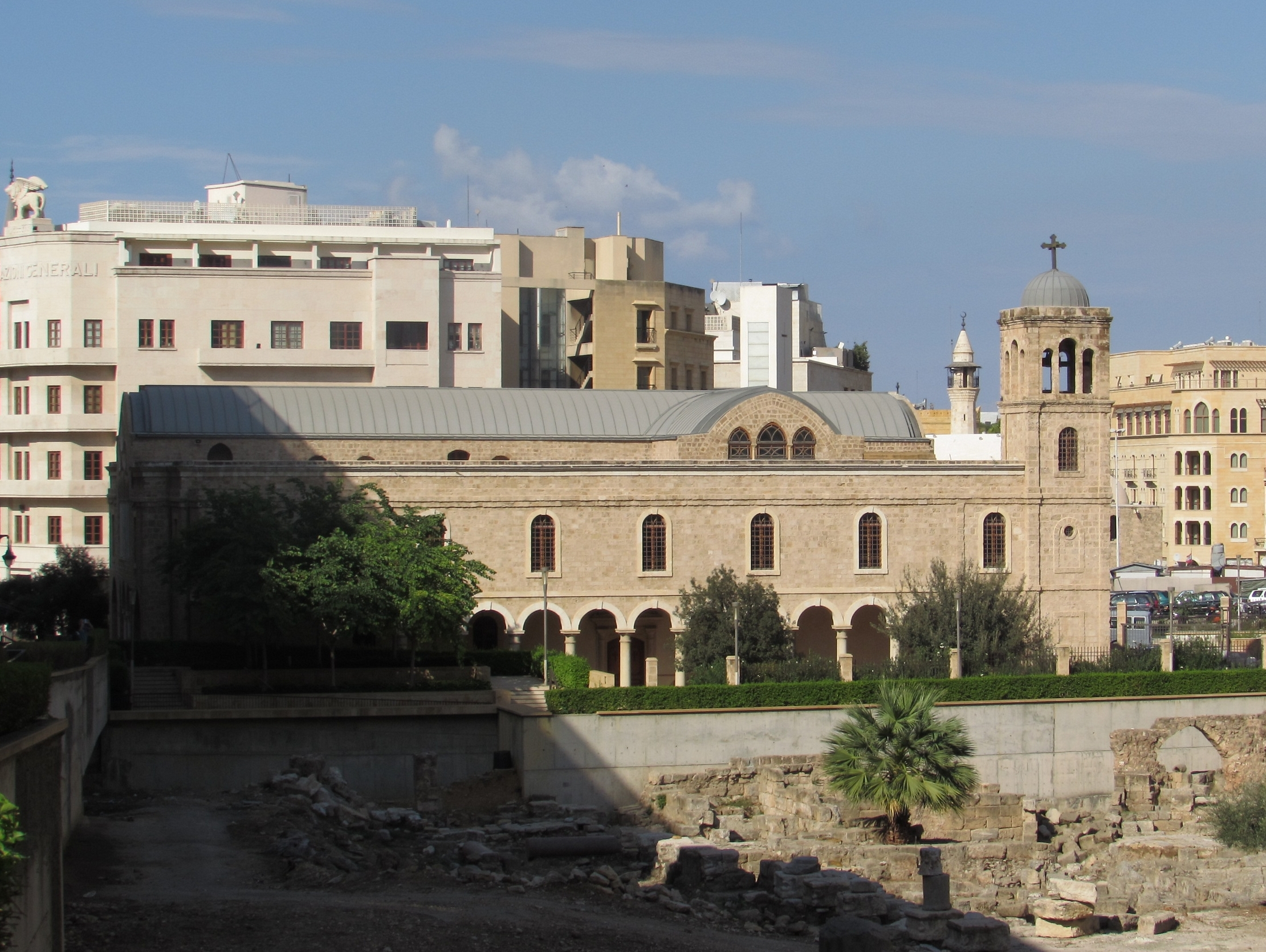
La cattedrale greco-ortodossa di San Giorgio (Beirut).

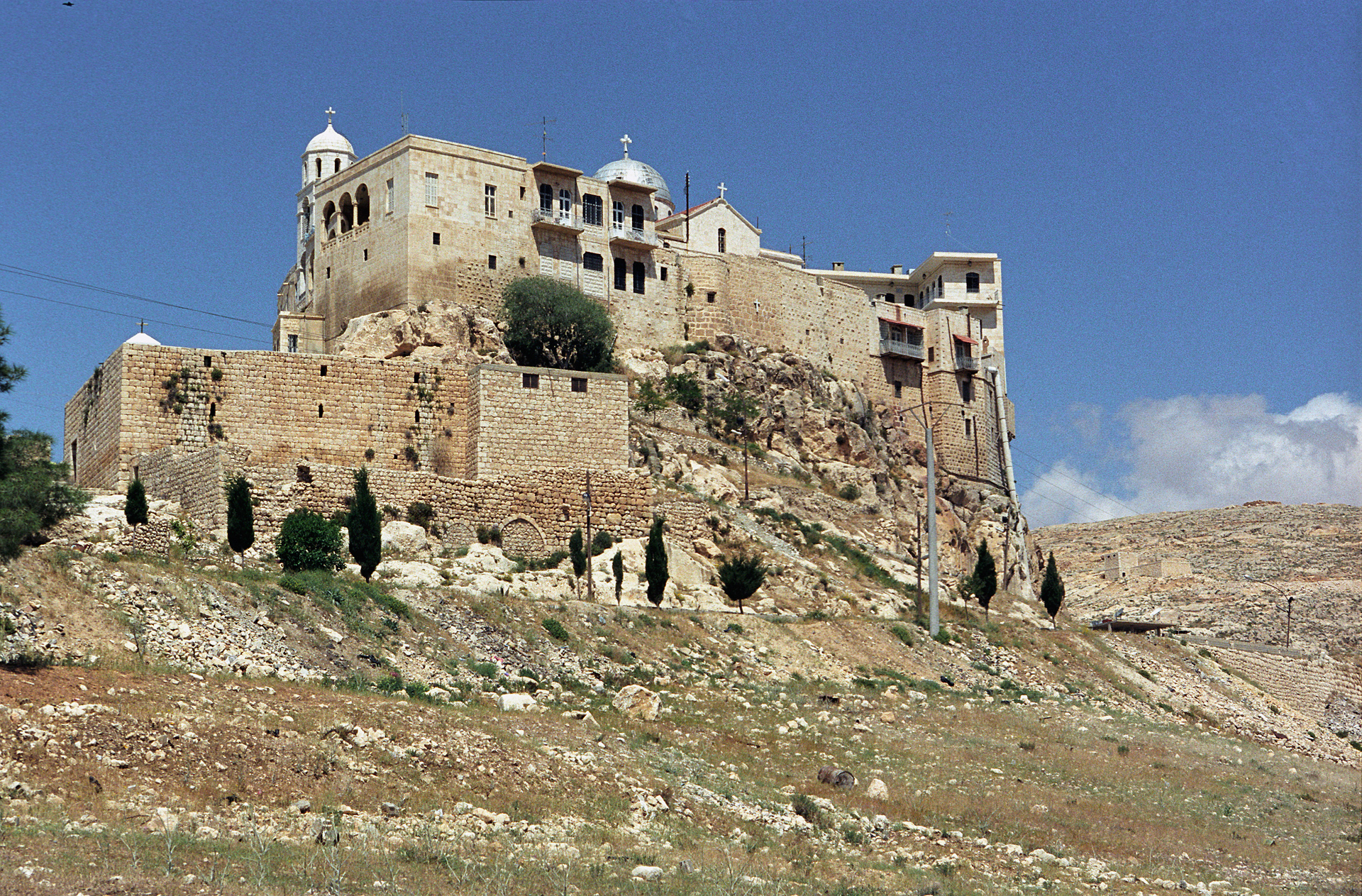
Il Convento greco-ortodosso di Nostra Signora di Seidnaya (Siria).

- Arcidiocesi di Tiro e Sidone (sede a Marjayoun)
- Arcidiocesi di Bosra, Hauran e Jabal al-Arab (sede a As-Suwayda)
- Arcidiocesi dell'Akkar (sede a Cheikh Taba)
- Arcidiocesi di Aleppo e Alessandretta (sede ad Aleppo)
- Arcidiocesi di Byblos e Batroun (sede a Brummana)
- Arcidiocesi di Hama
- Arcidiocesi di Homs
- Arcidiocesi di Latakia
- Arcidiocesi di Tripoli e del Koura (sede a Tripoli)
- Arcidiocesi di Zahle e Baalbek (sede a Zahle)
- Arcidiocesi di Baghdad e del Kuwait

### Nella diaspora
- Arcidiocesi di Germania e dell'Europa centrale
- Arcidiocesi dell'America del Nord
- Arcidiocesi di Australia, Nuova Zelanda e Filippine
- Arcidiocesi di Buenos Aires e di tutta l'Argentina
- Arcidiocesi di Francia e dell'Europa occidentale e meridionale
- Arcidiocesi delle Isole Britanniche e d'Irlanda
- Arcidiocesi del Messico, Venezuela, America centrale e Caraibi
- Arcidiocesi di Santiago e di tutto il Cile
- Arcidiocesi di San Paolo e di tutto il Brasile

## Distribuzione
I membri della chiesa sono per la quasi totalità arabi; sono distribuiti per la maggior parte tra Siria e Libano. In Siria la chiesa conta circa 800000 membri, concentrati in particolare a Damasco, Laodicea, Homs, Hama e svariate decine di villaggi nella Valle dei cristiani. In Libano sono il secondo gruppo cristiano dopo i maroniti e costituiscono la maggioranza nel distretto di Koura, mentre in Turchia sono concentrati nel villaggio di Tokaçlı.